# Rita Cygon
Rita Cygon (* im 20. Jahrhundert) ist eine deutsche Fußballtrainerin und ehemalige -spielerin. 

## Karriere
Cygon stieß 1969 unmittelbar nach Gründung der Frauenfußballabteilung von Tennis Borussia Berlin zum Verein und blieb ihm bis 1981 treu. Das Training leitete seinerzeit der ehemalige Amateurspieler des Vereins, Horst Nußbaum, als Sänger und später auch als Produzent unter dem Pseudonym Jack White bekannt. Regionale Meisterschaftsspiele wurden in der Verbandsliga Berlin ausgetragen, aus der die Mannschaft während ihrer Zugehörigkeit fünfmal als Meister hervorging.
Unter Nußbaums Nachfolger Helmut Jonas erreichte sie mit der Mannschaft am 20. Juni 1976 das Finale um die Deutsche Meisterschaft. Dieses wurde im Siegener Leimbachstadion vor 3700 Zuschauern – trotz großen Kampfes – mit 2:4 n. V. gegen den FC Bayern München verloren, in dem sie als zweifache Torschützin (zum 1:1 und 2:2) in Erscheinung trat. 1977 erneut Berliner Meister, unterlag ihr Verein der NSG Oberst Schiel bereits im Achtelfinale.
Unter Trainerin Barbara Streuffert, ihrer ehemaligen Mitspielerin, erreichte sie mit ihrer Mannschaft am 20. Juni 1981 erneut das Finale um die Deutsche Meisterschaft, verlor aber gegen die SSG 09 Bergisch Gladbach in deren Stadion An der Paffrather Straße mit 0:4.
Nach ihrer Spielerkarriere schlug sie die zur Trainerin ein und war u. a. beim SC Borsigwalde 1910, im gleichnamigen Ortsteil im Berliner Bezirk Reinickendorf, danach für den FC Arminia Heiligensee 77 tätig. Gegenwärtig trainiert sie die B-Juniorinnen des FC Arminia Tegel 1977.

## Erfolge
- Finalist Deutsche Meisterschaft 1976, 1981
- Berliner Meister 1974, 1975, 1976, 1977, 1981